# Lírica coral
La lírica coral es un tipo de poesía lírica que fue creada por los griegos antiguos y representadas por un coro, generalmente en los teatros. Originalmente, era acompañada por una lira y/u  otros instrumentos. El protector de los coros en teatro era el dios Dioniso, patrón olímpico del Teatro..
Era interpretado durante festivales religiosos públicos y funciones familiares importantes, rendimientos de poesía lírica coral arcaica, a menudo presentado por coros mixtos, hombres y mujeres. La poesía lírica coral arcaica abarcó aproximadamente trescientos años, empezando con el poeta, Alcman, en el siglo VII aC y evolucionando a los trabajos de Timoteo  de Mileto) en el siglo IV aC.
Estos son los subgéneros más conocidos para poesía lírica coral:
- La canción de matrimonio (Epitalamio o Himeneo)
- La canción de danza
- El lamento (Trenos)[1]
- El peán, de alabar a un dios
- La canción virginal (Partenio)
- El procesional (Prosodión)
- El himno
- El ditirambo
- Elogio de personas (Encomio)

- Canción en una celebración o simposio (Escolión)[2]

Otro poeta lírico griego fue Píndaro, muy cuestionado en su época, y que lo llevó posteriormente a ser considerado uno de los más grandes, a pesar de que su trabajo desafiaba a quien lo escuchaba o leía.

## La función del coro en el teatro griego antiguo
En el teatro griego antiguo, había típicamente un coro que jugaba una función significativa. Esto estuvo dado por proporcionar información de fondo en orden para las personas para dar firmeza a los caracteres como eran realmente pensados. Había comentario colectivo (hablado o cantado) en acciones dramáticas particulares y acontecimientos. Todo de los intérpretes de coro (originalmente constando de cincuenta miembros, entonces reducidos a doce y quince) utilizando máscaras. Contaba con recursos como estrofa, antiestrofa y épode.